# Glutamate
Als Glutamate werden die Salze (gewöhnlich auch die Ester, die in diesem Artikel aber nicht vorkommen) der Glutaminsäure (E 620) bezeichnet. Bekannt sind vor allem Salze der L-Glutaminsäure durch ihren Einsatz als Geschmacksverstärker in Lebensmitteln. Das einfache Natriumsalz wird Mononatriumglutamat (E 621) genannt und ist das am meisten verwendete. Daneben sind Monokaliumglutamat (E 622), Calciumdiglutamat (E 623), Monoammoniumglutamat (E 624) und Magnesiumdiglutamat (E 625) zugelassen.

## Verbindungen
|                 | Mononatriumglutamat               | Monokaliumglutamat               | Calciumdiglutamat            | Monoammoniumglutamat            | Magnesiumdiglutamat                  |
| --------------- | --------------------------------- | -------------------------------- | ---------------------------- | ------------------------------- | ------------------------------------ |
| Formel          | C5H8NNaO4                         | C5H8KNO4                         | C10H16CaN2O8                 | C5H12N2O4                       | C10H16MgN2O8                         |
| Molare Masse    | 169,13 g·mol−1                    | 185,22 g·mol−1                   | 332,32 g·mol−1               | 164,16 g·mol−1                  | 316,55 g·mol−1                       |
| CAS             | 142-47-2                          | 19473-49-5                       | 5996-22-5                    | 7558-63-6                       | 18543-68-5                           |
| PubChem         | 23672308                          | 23669634                         | 129630695                    | 16219390                        | 4092622                              |
| Wikidata        | Mononatriumglutamat (Q179678)     | Monokaliumglutamat (Q3029787)    | Calciumdiglutamat (Q591440)  | Monoammoniumglutamat (Q8213959) | Magnesiumdiglutamat (Q1821120)       |
| EG-Nummer       | 205-538-1                         | 243-094-0                        | 227-838-1                    | 231-447-1                       | 242-413-0                            |
| ECHA-Infocard   | 100.005.035                       | 100.039.161                      | 100.025.307                  | 100.028.589                     | 100.038.542                          |
| E-Nummer        | E 621                             | E 622                            | E 623                        | E 624                           | E 625                                |
| Aggregat, Farbe | farbloser, kristalliner Feststoff | weißer Feststoff (Monohydrat)    | weißer geruchloser Feststoff | weißer geruchloser Feststoff    | weißer Feststoff                     |
| Schmelzpunkt    | 163 °C (Zersetzung)               | 115–118 °C (Monohydrat)          |                              | 169–173 °C                      | 130–135 °C (Zersetzung, Tetrahydrat) |
| Löslichkeit     | 385 g·l−1 in Wasser (25 °C)       | löslich in Wasser                | leicht löslich in Wasser     | leicht löslich in Wasser        | leicht löslich in Wasser             |
| Tox-Daten       | 19900 mg·kg−1 (LD50, Ratte, oral) | 7900 mg·kg−1 (LD50, Ratte, oral) |                              |                                 | 14700 mg·kg−1 (LD50, Ratte, oral)    |

## Vorkommen
Die Aminosäure L-Glutaminsäure kommt in allen Lebewesen als Bestandteil von Proteinen vor. Sie findet sich daher natürlicherweise auch in fast allen proteinhaltigen Lebensmitteln. Besonders reich an Glutaminsäure sind etwa Casein (23,6 %), Weizen-Gluten (31,4 %), Maiskleber (18,4 %), Sojaprotein (18,5 %), Hefeextrakt (11,9 %) oder auch Zuckerrübenmelasse. Bei normaler Mischkost liegt die tägliche Glutamataufnahme bei 8–12 g. Eine Auswahl zeigt die folgende Tabelle, in der neben dem Gehalt von gebundenem auch der Anteil an freiem Glutamat angegeben ist.
| Lebensmittel    | Gebundenes Glutamat Massenanteil | Freies Glutamat Massenanteil |
| --------------- | -------------------------------- | ---------------------------- |
| Kuhmilch        | 0,82 %                           | 0,002 %                      |
| Muttermilch     | 0,23 %                           | 0,02 %                       |
| Parmesan        | 9,85 %                           | 1,20 %                       |
| Eier            | 1,58 %                           | 0,02 %                       |
| Rindfleisch     | 2,85 %                           | 0,03 %                       |
| Schweinefleisch | 2,33 %                           | 0,02 %                       |
| Kabeljau        | 2,10 %                           | 0,009 %                      |
| Lachse          | 2,22 %                           | 0,02 %                       |
| Erbsen          | 5,58 %                           | 0,20 %                       |
| Mais            | 1,77 %                           | 0,13 %                       |

Durch proteinabbauende Enzyme (Proteasen) wird Glutaminsäure aus Proteinen freigesetzt. Die Freisetzung aus den Zellen kann bei einem Lebensmittel durch Garen, Trocknen oder Fermentieren über die dadurch erzeugten Risse in den Zellmembranen verstärkt werden. Im Allgemeinen nimmt der Glutamatanteil mit dem Reifungsgrad des Lebensmittels zu. Bei Käse nimmt der Glutamatanteil mit der Reifungsdauer aufgrund des Proteinabbaus durch Bakterien und Pilze zu, bei luftgetrocknetem Schinken infolge der im Lebensmittel enthaltenen proteinabbauenden Enzyme im Zuge der Autolyse.
Besonders reichlich sind freie Glutamate in vollreifen und getrockneten Produkten vorhanden, insbesondere von Tomaten, Fleisch, Shiitake, Käse sowie Würzmitteln und -saucen wie z. B. Sojasauce, Fischsauce, Brühe, Fond, Fleischextrakt, Hydrolysate von Proteinen, Hefeextrakt, Maggi-Würze und Selleriesaat. In der menschlichen Muttermilch ist der Baustein Glutaminsäure die am häufigsten vorkommende Aminosäure, ihr freier Anteil erreicht etwa 0,2 ‰.

### Glutamat in Lebensmitteln
| Lebensmittel                   | Glutamat Massenanteil in % |
| ------------------------------ | -------------------------- |
| Schinken, getrocknet           | 0,337                      |
| Entenfleisch                   | 0,069                      |
| Hühnerfleisch                  | 0,044                      |
| Rindfleisch                    | 0,033                      |
| Schweinefleisch                | 0,023                      |
| Hühnerei                       | 0,023                      |
| Lammfleisch                    | 0,008                      |
| Sardine                        | 0,280                      |
| Kalmar                         | 0,146                      |
| Jakobsmuschel                  | 0,140                      |
| Seeigel                        | 0,140                      |
| Auster                         | 0,130                      |
| Miesmuschel                    | 0,105                      |
| Kaviar                         | 0,080                      |
| Königskrabbe                   | 0,072                      |
| Niboshi (getrocknete Sardinen) | 0,050                      |
| Garnele                        | 0,040                      |
| Makrele                        | 0,036                      |
| Bonitoflocken                  | 0,036                      |
| Thunfisch, getrocknet          | 0,031                      |
| Lachskaviar                    | 0,022                      |
| Lachs                          | 0,020                      |
| Krebse                         | 0,019                      |
| Kabeljau                       | 0,009                      |
| Hummer                         | 0,009                      |
| Hering                         | 0,009                      |
| Muttermilch                    | 0,019                      |
| Ziegenmilch                    | 0,004                      |
| Kuhmilch                       | 0,001                      |
| Parmesankäse                   | 1–2,7                      |
| Roquefort-Käse                 | 1,280                      |
| Gruyère-Käse                   | 1,050                      |
| Stilton-Käse                   | 0,820                      |
| Cabrales-Käse                  | 0,760                      |
| Danablu-Käse                   | 0,670                      |
| Gouda-Käse                     | 0,460                      |
| Camembert-Käse                 | 0,390                      |
| Emmentaler-Käse                | 0,308                      |
| Cheddar-Käse                   | 0,182                      |

| Lebensmittel         | Glutamat Massenanteil in % |
| -------------------- | -------------------------- |
| Tomate, getrocknet   | 0,648                      |
| Grüntee              | 0,450                      |
| Tomate               | 0,246                      |
| Kartoffel, gekocht   | 0,180                      |
| Kartoffel            | 0,102                      |
| Mais                 | 0,130                      |
| Brokkoli             | 0,115                      |
| Erbse                | 0,106                      |
| Lotoswurzel          | 0,103                      |
| Knoblauch            | 0,099                      |
| Chinakohl            | 0,094                      |
| Sojabohne            | 0,066                      |
| Zwiebel              | 0,051                      |
| Weißkohl             | 0,050                      |
| Spargel, grün        | 0,049                      |
| Spinat               | 0,048                      |
| Kopfsalat            | 0,046                      |
| Blumenkohl           | 0,046                      |
| Spargel, weiß        | 0,036                      |
| Grüntee, geröstet    | 0,022                      |
| Zucchini             | 0,011                      |
| Paprika, grün        | 0,008                      |
| Salatgurke           | 0,001                      |
| Shiitake, getrocknet | 1,060                      |
| Shiitake             | 0,071                      |
| Champignon           | 0,042                      |
| Trüffel              | 0,009                      |
| Walnuss              | 0,658                      |
| Erdbeere             | 0,045                      |
| Apfelsaft            | 0,021                      |
| Birne                | 0,020                      |
| Avocado              | 0,018                      |
| Kiwi                 | 0,005                      |
| Weintraube, rot      | 0,005                      |
| Apfel                | 0,004                      |
| Kombu, getrocknet    | 1,4–3,2                    |
| Nori                 | 1,378                      |
| Wakame               | 0,009                      |

| Lebensmittel              | Glutamat Massenanteil in % |
| ------------------------- | -------------------------- |
| Sojasauce, koreanisch     | 1,264                      |
| Sojasauce, chinesisch     | 0,926                      |
| Sojasauce, japanisch      | 0,782                      |
| Soumbala                  | 1,700                      |
| Douchi (schwarze Bohnen)  | 1,080                      |
| Miso                      | 0,5–1                      |
| Tempeh                    | 0,985                      |
| Natto                     | 0,136                      |
| Sake                      | 0,186                      |
| Anchovi                   | 1,200                      |
| Fischsauce, japanisch     | 1,383                      |
| Fischsauce, vietnamesisch | 1,370                      |
| Fischsauce, thailändisch  | 0,950                      |
| Fischsauce, chinesisch    | 0,828                      |
| Garum                     | 0,623                      |

## Verwendung als Geschmacksverstärker
Besondere Verwendung findet Glutaminsäure in der heutigen Nahrungsmittelindustrie, wo sie als sogenannter Geschmacksverstärker eingesetzt wird. Salze der Glutaminsäure wie Mononatriumglutamat (MNG) werden auch industriell produziert und verbreitet als Zusatzstoff aus der Gruppe der Geschmacksverstärker in Lebensmitteln eingesetzt.
Glutaminsäure wurde erstmals 1866 vom deutschen Chemiker Heinrich Ritthausen aus Weizengluten isoliert. 1908 entdeckte der japanische Forscher Kikunae Ikeda dessen Bedeutung für die Geschmacksqualität. Er untersuchte die Ursache für den besonderen Wohlgeschmack von Käse, Fleisch und Tomaten, der aber nicht durch die vier bekannten Geschmacksrichtungen süß, sauer, salzig und bitter abgedeckt wird. Dabei konnte er aus dem in Japan in der Küche verwendeten Seetang Kombu Glutamat extrahieren und nachweisen, dass Glutamat für den speziellen Umami-Geschmack verantwortlich ist. Zusammen mit dem Industriellen Saburôsuke Suzuki gründete er zur Vermarktung seiner Entdeckung später das Unternehmen Ajinomoto. Heute wird Mononatriumglutamat vor allem in Südost-Asien biotechnologisch (Fermentation) mit Hilfe des Bakteriums Corynebacterium glutamicum hergestellt (1,7 Mio. Tonnen pro Jahr).
Insbesondere im westlichen Europa wünschen sich Verbraucher einen geringeren Einsatz solcher Stoffe, da sie von Verbrauchern nicht als natürlich angesehen werden, auch wenn sie biotechnisch erzeugt wurden und nach der Definition der Gesetzgeber natürlich sind. Zugefügte reine Glutaminsäure oder ihre Salze werden vor allem in der asiatischen Küche sowie bei der industriellen Herstellung von vorgefertigten Lebensmitteln eingesetzt. Bei vorgefertigten Lebensmitteln soll sie den Geschmacksverlust ausgleichen, der durch Kochen, Sterilisieren und Tiefgefrieren entsteht. Glutamate sind in der Lage, mögliche Geschmacksfehler zu überlagern, die durch zu lange Lagerung oder durch Verderbnis von Lebensmitteln zustande kommen können.

### Wirtschaftliche Bedeutung
Der industriell hergestellte Geschmacksverstärker Mononatriumglutamat wurde 2009 auf einen jährliche Umfang von etwa 2 Millionen Tonnen geschätzt. Der weltweite Umsatz für 2024 wurde auf 6,15 Milliarden US-Dollar geschätzt. Der größte Markt war der asiatisch-pazifische Raum und der am schnellsten wachsende Markt war Nordamerika.

### Gesetzliche Regelung
In Deutschland waren Glutamate durch die 2021 aufgehobene Zusatzstoff-Zulassungsverordnung als Lebensmittelzusatzstoff bis zu einer Höchstmenge von 10 g/kg (berechnet als Glutaminsäure) beschränkt. Auf EU-Ebene ist die Verwendung von Glutaminsäure und deren Salze als Lebensmittelzusatzstoff durch die Verordnung (EG) Nr. 1333/2008 geregelt. In dieser Verordnung, die als europäische Verordnung – ohne Umsetzung in nationales Recht – unmittelbar in allen Mitgliedsstaaten gültig ist, ist eine maximal Erlaubte Tagesdosis (ETD; englisch acceptable daily intake, ADI) nicht festgelegt.

### Risiken bei Überversorgung
Glutamat ist der wichtigste exzitatorische (erregende) Neurotransmitter im zentralen Nervensystem der Wirbeltiere. Es wird präsynaptisch freigesetzt und bindet postsynaptisch an spezifische Glutamat-Rezeptoren. Mehrere komplexe Regelungen im Gehirn sorgen dafür, dass dort kein Übermaß an Glutamat entsteht, da ein solches neurotoxisch ist bis hin zur Abtötung von Nervenzellen.
Bei bestimmten Personengruppen sind die Regelungen zur Verhinderung eines Glutamat-Überschusses im Gehirn jedoch beeinträchtigt. Dies wurde beispielsweise im Falle von posttraumatischen Belastungsstörungen oder Depressionen beobachtet. Dementsprechend wurde in vorklinischen Versuchen gezeigt, dass die Verminderung von Glutamat im Gehirn durch  Pyruvat Angst und Depression verringert hat.
Die zusätzliche Einnahme von Glutamat als Geschmacksverstärker, zum Beispiel von Mononatriumglutamat, war korreliert mit einer erhöhten Wahrscheinlichkeit der Entwicklung eines metabolischen Syndroms in einer großen Stichprobe der ländlichen Bevölkerung in Thailand.